# محمد باقر قاليباف
محمد باقر قاليباف، (مواليد طرقبه - مشهد، 1961م (1340 هجري شمسي))، هو سياسي أصولي إيراني وضابط عسكري سابق شغل منصب عمدة طهران وكان قائد مقر خاتم الأنبياء للإعمار في فترة 1994-1997 وقائد سلاح الجو في حرس الثورة الإسلامية من 1997 إلى 2000 ورئيس الشرطة الإيرانية في الفترة من 2000 إلى 2005.
وكان مرشحا في انتخابات إيران الرئاسية 2013 لكنه خسر أمام حسن روحاني، في المرتبة الثانية مع 6,077,292 من الأصوات. كما كان مرشحا في انتخابات الرئاسة عام 2005. وأعلن اختياره للمنافسة للمرة الثالثة في انتخابات إيران الرئاسية 2017.
وهو حاصل على درجة الدكتوراه. في الجغرافيا السياسية من جامعة تربية مدرس. وهو أيضًا طيار، معتمد عليه لطيران بعض طائرات ايرباص.
بدأ قاليباف حياته العسكرية خلال الحرب الإيرانية العراقية عام 1980. وقد أصبح رئيسا لقوات الإمام رضا في عام 1982، وكان القائد الأعلى لقوات نصر في الفترة من 1983 إلى 1984. بعد انتهاء الحرب، أصبح قائدًا لمقر خاتم الأنبياء للإعمار في 1994مـ، وهي شركة هندسية يسيطر عليها حرس الثورة الإسلامية. وتم تعيينه قائدا للقوات الجوية للحرس الثوري الإيراني من قبل قائد الثورة الإسلامية علي خامنئي في عام 1996. وبعد أربع سنوات، أصبح رئيسا لقوات الشرطة الإيرانية عام 1999. كما تم تعيينه ممثلا للرئيس محمد خاتمي خلال حملة لمكافحة التهريب في عام 2002. في سبتمبر 2005 تم انتخابه عمدة لمدينة طهران من قبل مجلس مدينة طهران، وهو أيضا أستاذ في جامعة طهران.أما حالياً فهو يشغل منصب رئيس مجلس الشورى الإسلامي الإيراني، حيث أُعيد انتخابه لولاية جديدة لرئاسة المجلس في مايو 2024.

## الحياة الشخصية
ولد غالباف في 23 أغسطس 1961 في محافظة خراسان رضوي وكان والد حسين قاليباف وأمه خير النساء بوجمهراني في طرقبة بالقرب من مشهد.
تزوج قاليباف من زهرة السادات مشير عام 1982 عندما كان يبلغ من العمر اثنين وعشرين عامًا. مشير (مواليد 1968) التحقت بزوجها كمستشار ورئيس شؤون المرأة في بلدية طهران.
قتل أخوه حسن قاليباف في عملية كربلاء 4 أثناء الحرب العراقية الإيرانية.

### تعليم
هو خرّيج الدراسات العليا في درجة ماجستير للجغرافيا السياسية بجامعة طهران والدكتوراه في نفس المجال في جامعة تربية مدرس، وفي الوقت نفسه قائد سلاح الجو في حرس الثورة الإسلامية. وكانت أطروحته في الدكتوراه حول التحقيق في تطور المؤسسات المحلية في إيران المعاصرة.

## مهنة عسكرية
في سن 19، كان أحد قادة قوات الدفاع أثناء الحرب العراقية الإيرانية. بعد ذلك بوقت قصير أصبح قائداً لفرقة رسول الله. عندما بلغ الثانية والعشرين من عمره، كان قائدًا لقوات النصر. بعد الحرب تم اختياره نائبا لقائد المقاومة وقوات الباسيج تحت قيادة الجنرال أفشار. أصبح قالباف أحد كبار قادة الحرس الثوري الإسلامي في السنوات اللاحقة. في عام 1994، تم تعيينه رئيسًا لمقر شركة خاتم الأنبياء للإنشاءات، وهو الذراع الهندسي للحرس الثوري الإيراني. حصل قالباف على درجة اللواء عام 1996 بعد حصوله على درجة الماجستير في مجال الجغرافيا السياسية. في عام 1998، عندما تقاعد محسن رضائي ويولى يحيى رحيم صفوي منصب القائد العام الجديد للحرس الثوري الإيراني، تم تعيينه قائدًا للقوات الجوية في الحرس الثوري الإسلامي
بصفته قائدًا لسلاح الجو في الحرس الثوري أثناء الاحتجاجات الطلابية عام 1999، كان قاليباف واحدًا من 24 قادة الحرس الثوري الذين أرسلوا رسالة تهديد إلى الرئيس الجمهورية الإسلامية محمد خاتمي تفيد بأنه إذا تم السماح باستمرار الاحتجاجات، فسوف يأخذون الأمور على عاتقهم.

## مهنة الشرطة
في أعقاب احتجاجات عام 1999، عينه المرشد الأعلى الإيراني علي خامنئي كرئيس لقوات الشرطة الإيرانية خلفًا للواء هدايت لطفيان الذي تمت إقالته من مكتبه أثناء أعمال العنف. بعد أن أصبح رئيسًا للشرطة، بدأ قاليباف بعض الإصلاحات في القوات القوات الشرطة، بما في ذلك إسقاط جميع الدعاوى المرفوعة ضد الصحف وتحديث معدات الشرطة ومشروع الشرطة 110، الذي يهدف إلى جعل الشرطة أكثر سهولة لعامة الناس.

## عمدة طهران
عندما خسر قاليباف انتخابات 2005، تم انتخابه عمدة المقبل من قبل مجلس مدينة طهران خلفًا لمحمود أحمدي نجاد الذي ترك المنصب بعد انتخابه رئيسًا. أعيد انتخابه لولاية ثانية في عام 2007.
وفقًا لبلومبرج، فقد استخدم منصبه كرئيس للبلدية «لتعزيز سمعته كسياسي ينجز الأمور». يسعى غالباف لإعادة انتخابه رئيساً لبلدية طهران كخيار المحافظين في الانتخابات المحلية لعام 2013. يسعى قاليباف لإعادة انتخابه رئيساً لبلدية طهران كخيار المحافظين في الانتخابات المحلية لعام 2013. انتخب رئيساً للبلدية لولاية أخرى  

## الحملات الرئاسية

### انتخابات 2005 الرئاسية
قاليباف كان مرشحًا في الانتخابات الرئاسية الإيرانية عام 2005  وكان يُعتبر مدعومًا من قبل بعض فصائل التحالف المحافظ بسبب شعبيته في كلا الجناحين. لكن في الأيام الأخيرة التي سبقت الانتخابات، ذهب الدعم الأكبر إلى محمود أحمدي نجاد. وجاء قاليباف في المركز الرابع في الانتخابات. لقد وجه نداء شعبويًا خلال الحملات.

### الانتخابات الرئاسية 2013
لم يترشح قالباف للرئاسة في انتخابات عام 2009. أعلن مستشاره أنه سيشارك في الانتخابات الرئاسية في يونيو 2013 وأعلن ذلك رسميًا في 16 يوليو 2012. وقال في كلمته أثناء الإعلان عن ترشحه:
«هذان شيئان ما زلت أقف عليهما وسأفكر فيهما بجدية، أولاً: الدستور وثانيًا: احترام الأسرى والمعتقلين».
كما جعل من المحبة والتضحية والتغيير الجهادي شعاراته الرسمية. تمت الموافقة على ترشيحه من قبل مجلس صيانة الدستور في 21 مايو 2013 مع سبعة مرشحين آخرين. وكان أحد معارضي ترشيح علي أكبر هاشمي رفسنجاني ويقول إنه من الأفضل ألا يدخل رفسنجاني السباق لأنه قضى فترتين من قبل. وشكل هو واثنان آخران هما علي أكبر ولايتي وغلام علي حداد عادل ائتلافا باسم "2 + 1". كما دعم علي لاريجاني، الرئيس الوقت للبرلمان، قاليباف في الانتخابات.
وفقًا لصحيفة الغارديان، فإن خطه المعتدل كرئيس لبلدية طهران واضح خلال جهود غاليباف السياسية. وحصل غالباف على 6077292 صوتا (16.55٪) ليحتل المركز الثاني خلف الفائز حسن روحاني الذي انتخب رئيسا جديدا. وبعد ساعات من إعلان النتائج، نشر قاليباف بيانًا هنأ فيه حسن روحاني بانتخابه رئيسًا لإيران وتنازله.

### الانتخابات الرئاسية 2017
أطلق محمد باقر قاليباف، حملته الرئاسية الثالثة للرئاسة الإيرانية في 15 أبريل 2017. في 15 مايو 2017، انسحب قاليباف وأيد إبراهيم رئيسي.

## الانتخابات البرلمانية 2020
في الانتخابات التشريعية الإيرانية لعام 2020، استعاد المتشددون الأغلبية في المجلس التشريعي، وانتُخب قالباف رئيسًا جديدًا للبرلمان الإيراني.

## التاريخ الانتخابي
| عام  | انتخابات | أراء      | %     | مرتبة | تلاحظ |
| ---- | -------- | --------- | ----- | ----- | ----- |
| 2005 | الرئاسية | 4,095,827 | 13.93 | 4     | خسر   |
| 2013 | الرئاسية | 6,077,292 | 16.56 | 2     | خسر   |
| 2017 | الرئاسية | –         | –     | –     | انسحب |
| 2020 | البرلمان | 1,265,287 | 68.69 | 1     | انتصر |

## الانتماء الحزبي
يعتبر قاليباف الزعيم الروحي وراء منظمة التقدم والعدالة في إيران الإسلامية وحزب الحرية الإسلامي الإيراني. وهو عضو في التحالف السياسي بالجبهة الشعبية لقوى الثورة الإسلامية.